# Antonio Pereira y Ruiz
Antonio Pereira  (1733, Logroño, La Rioja, España - 1812, Ambato, Tungurahua, Ecuador) fue un político y militar del gobierno Real español durante el reinado de D. Fernando VI de Borbón.
Desempeñó importantes cargos políticos y militares durante el gobierno colonial de la Nueva Granada, y en la Real Audiencia de Quito. Fue Secretario Interino y oficial mayor del Virreinato de la Nueva Granada, corregidor y justicia mayor de San Miguel de Ibarra, y tesorero de las reales cajas de Ambato.

## Biografía
De ascendencia riojana, Antonio inició su vida pública los 18 años de edad como oficial Real de la Corona española en América, durante el reinado de Fernando VI de Borbón.
Ocupó el cargo secretario interino y oficial mayor de José Alfonso Pizarro, Virrey del nuevo Reino de Granada (1749-1753),por Real disposición emanada en San Lorenzo de El Escorial, 18 de noviembre de 1750. Junto a él fueron nombrados los secretarios José Gazan y Antonio Asín.
Se trasladó posteriormente a la Real Audiencia de Quito, donde ocupó en 1752 el cargo de corregidor y justicia mayor de San Miguel de Ibarra.
En el año de 1759 fue nombrado corregidor y justicia mayor de Ambato, provincia de Tungurahua, y en 1765 tesorero de las reales cajas de la misma villa.
Siendo vecino permanente de Ambato, le fue otorgada la hacienda de Puñapi, en donde presentó autos de querella por los distritos de riego de los ríos Leyto y Llipini de la hacienda San Javier de propiedad de la Compañía de Jesús. Fallece en la ciudad de Ambato, provincia de Tungurahua, Ecuador en 1812.